# Cairo Time
Cairo Time ist ein Film von Ruba Nadda, einer kanadischen Regisseurin arabischer Herkunft, aus dem Jahr 2009.

## Inhalt
Juliette, Journalistin bei der Frauenzeitschrift VOUS, ist nach Kairo gekommen, um drei Wochen Urlaub mit ihrem Mann Mark zu verbringen, der für die UN in Gaza arbeitet. Doch Mark kann sie nicht vom Flughafen abholen: Unruhen im Flüchtlingscamp halten ihn auf. Stattdessen schickt er seinen früheren Mitarbeiter und Freund Tareq. Tareq holt Juliette ab, bringt sie zum Hotel, und Juliette beginnt, Kairo auf eigene Faust zu erkunden – immer in der Erwartung von Marks baldiger Ankunft. Doch die zögert sich hinaus. Und so stößt Juliette in dem islamischen Land als allein reisende Frau und in Unkenntnis der kulturellen Codes bald an ihre Grenzen. Schließlich wendet sie sich wieder an Tareq und beginnt in seiner Begleitung das fremde Land zu erkunden. Zwischen den beiden baut sich eine heftige, knisternde Spannung auf – bis eines Tages plötzlich Mark im Hotel steht und sein Urlaubsversprechen gegenüber Juliette einlösen will.

## Hintergrund
Gedreht wurde der Film an verschiedenen Standorten in Ägypten. Der Film gewann 2009 einen Preis beim Toronto International Film Festival.